# Diocese de Görlitz
A Diocese de Görlitz (em latim: Dioecesis Gorlicensis) é uma diocese católica alemã, sufragânea da Arquidiocese de Berlim. Hoje é liderada pelo bispo Dom Wolfgang Ipolt.

## Território
A diocese abrange a região de Lusácia na Alemanha Oriental. A sede episcopal é a cidade de Görlitz, na Saxônia, onde está a Catedral de Catedral de São Tiago.
O território é dividido em três decanatos e 46 paróquias.

## História
A administração apostólica de Görlitz foi erigida em 28 de junho de 1972 pelo decreto Quo aptius spiritualibus, da Congregação para os Bispos, como parte da Arquidiocese de Breslávia, e se tornou alemã após as alterações territoriais que se seguiram à Segunda Guerra Mundial.
Em 27 de junho de 1994, a administração apostólica foi elevada a diocese com a bula papal Solet usque de João Paulo II.

## Líderes
| #                 | Nome              | Período   | Notas                           |
| Bispos            | Bispos            | Bispos    | Bispos                          |
| ----------------- | ----------------- | --------- | ------------------------------- |
| 5º                | Wolfgang Ipolt    | 2011-     | Atual                           |
| 4º                | Konrad Zdarsa     | 2007-2010 | Nomeado Bispo de Augsburgo      |
| 3º                | Rudolf Müller     | 1994-2006 |                                 |
| 2º                | Bernhard Huhn     | 1972-1994 |                                 |
| 1º                | Ferdinand Piontek | 1959-1963 |                                 |
| Bispos auxiliares |                   |           |                                 |
|                   | Rudolf Müller     | 1987-1994 |                                 |
|                   | Bernhard Huhn     | 1971-1972 |                                 |
|                   | Gerhard Schaffran | 1962-1970 | Nomeado Bispo de Dresden-Meißen |

## Estatísticas
A diocese, até o final de 2006, havia batizado 32.203 pessoas, em uma população de 792.824, correspondendo a 4,1% do total.